# Mitchell Hope
Mitchell Hope est un acteur australien né le 27 juin 1994  à Melbourne en Australie.
Il est notamment connu pour avoir incarné le prince/roi Ben, le fils de Belle et de la Bête, dans la trilogie de téléfilm Descendants, pour Disney Channel.

## Biographie

### Enfance
Né de parents australiens, il passa une grande partie de son enfance en Australie et y est éduqué avec ses deux frères cadets : Tobias et Jonah Hope. Il a tenté de continuer ses études mais s'auditionne finalement pour Descendants et redevient alors un acteur. À la suite de ce changement, il s'installe à Los Angeles pour les besoins du téléfilm et poursuivre sa carrière d'acteur.

### Carrière
En 2012, Mitchell Hope apparaît dans deux courts-métrages australiens : Yes Mum et Down the Way. Début 2014, il interprète une version jeune de Tim Farriss, dans la série biopic Never Tear Us Apart The Untold Story of INXS, diffusé sur la chaîne Seven Network. La série retrace l'histoire du groupe INXS qui s'est décliné en 2012.
Il est ensuite choisi par Disney Channel pour interpréter le prince Ben, le fils de Belle et de la Bête, et joue aux côtés de Dove Cameron, Booboo Stewart, Cameron Boyce, Sofia Carson, China Anne McClain, Sarah Jeffery, Thomas Doherty, Brenna D'Amico, Jedidiah Goodacre... dans le téléfilm Descendants. Diffusé fin juillet 2015, le téléfilm est un succès d'audience et dévoile Mitchell Hope au public américain. Quelques mois après, il reprend son rôle mais en tant que doubleur dans la série d'animation Descendants : Génération méchants, une série dérivée du téléfilm.
Grâce à son succès, il reprend une seconde fois son rôle, devenu roi Ben, dans sa suite Descendants 2, sorti en 2017 puis il le reprend pour la dernière aventure dans le troisième téléfilm Descendants 3, sorti en 2019 et se conclut en tant qu'une trilogie.
En 2019, il fait ses débuts au cinéma américain avec le film Let it Snow, un film de la plateforme Netflix adapté du roman de John Green ayant pour thème Noël, et joue aux côtés de Kiernan Shipka, Isabela Moner et Odeya Rush.

## Filmographie

### Cinéma
Long-métrage
- 2019 : Flocons d'amour de Luke Snellin : Tobin

Courts métrages
- 2012 : Yes Mum de Jonathan Burton : Jonno
- 2012 : Down the Way de Melia Rayner : Ryan

### Télévision
Téléfilms
- 2015 : Descendants de Kenny Ortega : le prince Benjamin "Ben"
- 2017 : Descendants 2 de Kenny Ortega : le roi Benjamin "Ben"
- 2019 : Descendants 3 de Kenny Ortega : le roi Benjamin "Ben"
- 2021 : Descendants : Le Mariage royal (Descendants: The Royal Wedding) (court-métrage) de Salvador Simó : le roi Benjamin "Ben" (voix)

Séries télévisées
- 2014 : Never Tear Us Apart : The Untold Story of INXS : Tim Farriss jeune
- 2015 : Descendants: School of Secrets : le prince Benjamin "Ben" (voix)
- 2015-2017 : Descendants : Génération méchants : le roi Benjamin "Ben" (voix)

## Voix françaises
La voix régulière de Mitchell Hope est Pierre Le Bec (doublage belge francophone) dans les productions Disney auxquelles il a participé.
En Belgique
- Pierre Le Bec
  - Descendants : Génération méchants (2015-2017)
  - Descendants (2015)
  - Descendants 2 (2017)
  - Descendants 3 (2019)

En France
- Maxime Baudouin pour Flocons d'amour